# Pannonia inferior (Fränkisches Reich)

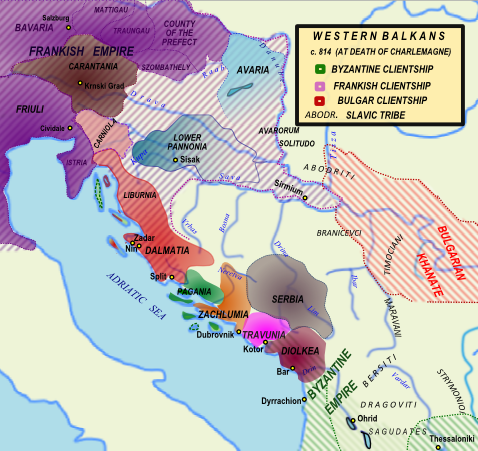
Die Fürstentümer Unterpannonien oder auch Pannonisches Kroatien (blau) und Dalmatinisches Kroatien (rot) im Todesjahr Karls des Großen 814, vor ihrer Vereinigung zum Königreich Kroatien unter Tomislav.

Unterpannonien oder auch Niederpannonien (lateinisch Pannonia inferior), zeitgenössisch Weißkroatien, war ein slawisches Herzogtum der Kroaten in der Baierischen Ostmark des Fränkischen Reiches von nach 791 bis nach 823. Das Gebiet im heutigen Kroatien wird in der Geschichtsschreibung auch als Pannonisch-Kroatien bzw. Pannonisches Kroatien (kroatisch Panonska Hrvatska) oder auch Posavina bezeichnet. In Abgrenzung vom sogenannten Dalmatinischen Kroatien (kroatisch Dalmatinska Hrvatska), dem gleichzeitig existierenden kroatischen Herzogtum Kroatien.

## Geografie
Unterpannonien lag zwischen den Flüssen Drau und Save (inter fluvios Drau et Save). Sitz des Herzogs war Siscia, die heutige Stadt Sisak in Kroatien.
Das Territorium entsprach ungefähr der ehemaligen römischen Provinz Pannonia Savia und möglicherweise Teilen der Pannonia secunda (beide 300–445).

## Geschichte
Im Jahr 791 vertrieb Karl der Große die Awaren von großen Teilen des Balkans. Es wurde die Baierische Ostmark (Marcha orientalis) errichtet. Innerhalb der Ostmark wurde der Slawe Vojnomir mit einem Herzogtum Unterpannonien belehnt. Vojnomir wurde zuletzt für das Jahr 795 in den Quellen erwähnt.

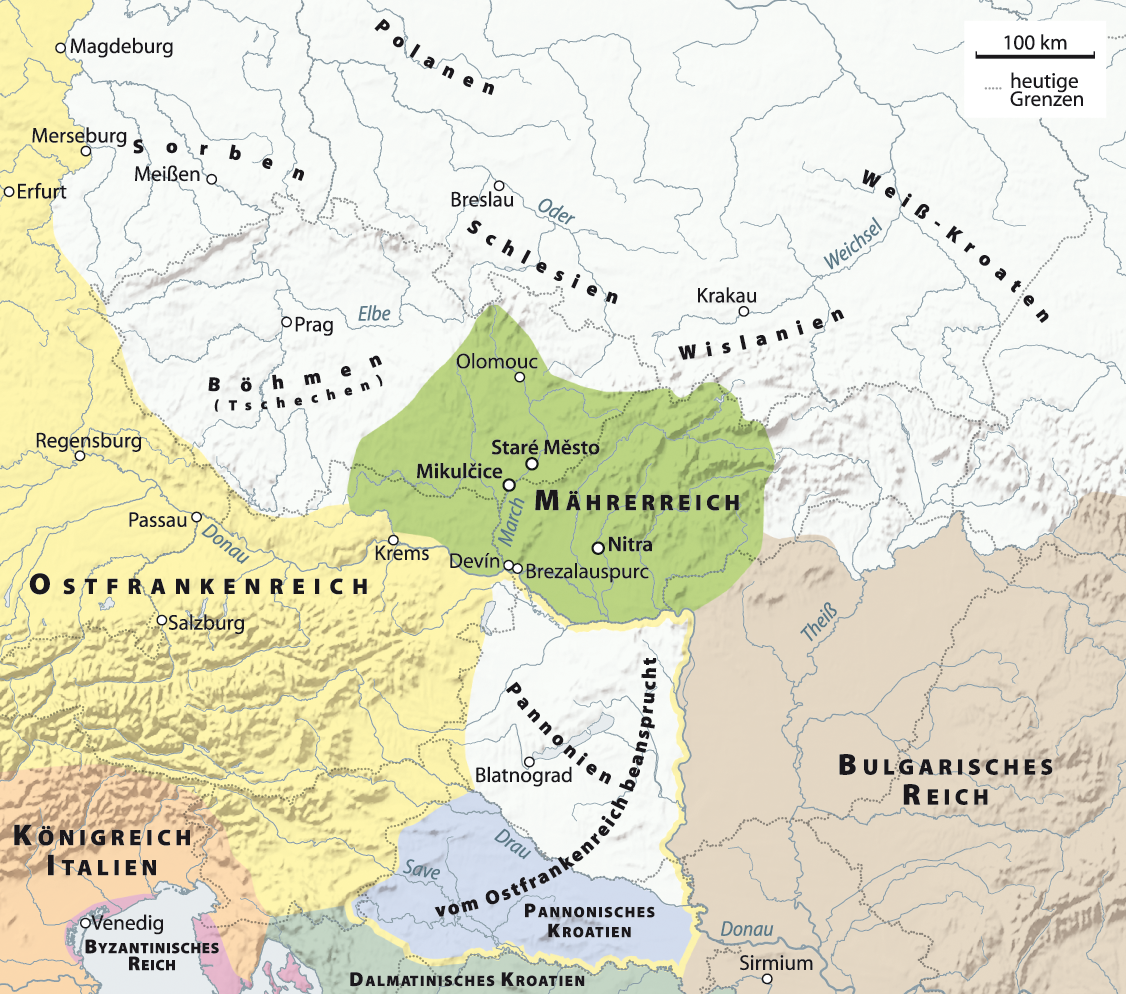
Fürstentum Pannonisch-Kroatien (hellblau) entwickelte sich auf dem Gebiet Unterpannoniens

Um 810 erschien Ljudevit als Herzog von Unterpannonien (dux Pannoniae inferior). Er lehnte sich vergeblich gegen die fränkische Oberherrschaft auf. Nach dessen Tod im Jahr 823 wurde eine Markgrafschaft Posavina entlang der Save neu gebildet.
Der Ostteil des vormaligen Unterpannonien um Sirmium geriet wenig später jedoch unter die Herrschaft der Bulgaren.